# Indigofera rhytidocarpa
Indigofera rhytidocarpa är en ärtväxtart som beskrevs av William Henry Harvey. Indigofera rhytidocarpa ingår i släktet indigosläktet, och familjen ärtväxter.

## Underarter
Arten delas in i följande underarter:
- I. r. angolensis
- I. r. rhytidocarpa